# Lárrede

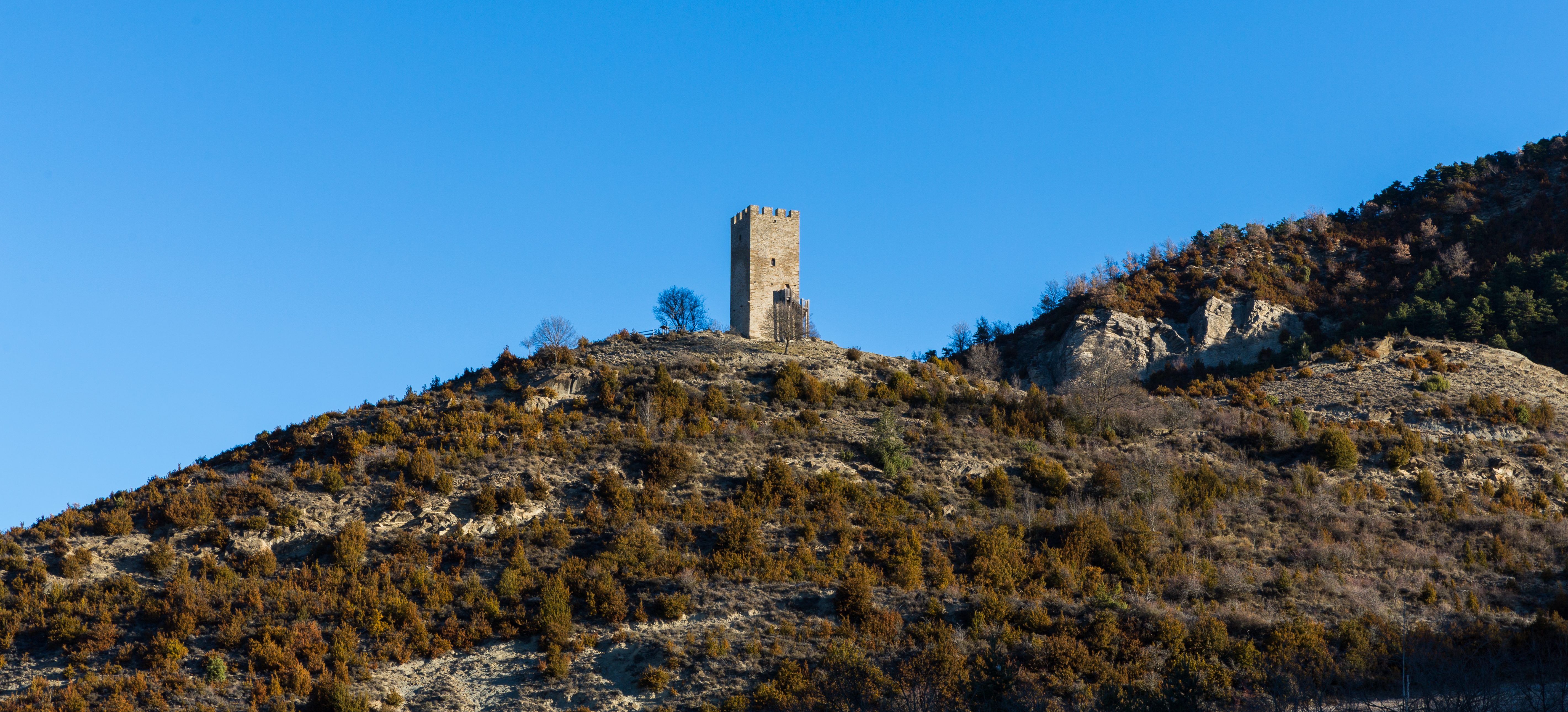
Turm über der Ortschaft

Lárrede (aragonesisch Larrede) ist ein spanischer Ort in der Provinz Huesca der Autonomen Gemeinschaft Aragonien. Lárrede, im Pyrenäenvorland liegend, gehört zur Gemeinde Sabiñánigo. Der Ort hatte 20 Einwohner im Jahr 2015.

## Geographie
Der Ort liegt etwa sieben Straßenkilometer nördlich von Sabiñánigo und ist über die A136 zu erreichen.

## Sehenswürdigkeiten
- Romanische Pfarrkirche San Pedro aus dem 11. Jahrhundert.[1] Die Kirche ist seit 1931 ein geschütztes Baudenkmal (Bien de Interés Cultural).[2]
- Casa Isábal aus dem 17. Jahrhundert
- Torre del Moro, Wehrturm aus dem 16. Jahrhundert